# سیارک ۵۵۹
سیارک ۵۵۹ (به انگلیسی: 559 Nanon، نامگذاری:1905QD) پانصد و پنجاه و نهمین سیارک کشف شده‌است که در ۸ مارس ۱۹۰۵ و در هایدلبرگ کشف شد.
قدر مطلق سیارک برابر ۹٫۳۶ است.